# Jimmy Rave
James Guffey, né le 8 décembre 1982 à Atlanta et mort le 12 décembre 2021, est un catcheur américain connu sous le nom de ring de Jimmy Rave. Il  est surtout connu pour avoir travaillé à la Ring of Honor (ROH) et à la Total Nonstop Action Wrestling (TNA).

## Jeunesse
James Guffey est un fan de catch depuis l'enfance. Il fait partie des équipes de football américain, de baseball et de lutte de son lycée à Marietta.

## Carrière

### Débuts (1999-2003)
À l'âge de 15 ans, James Guffey rencontre un arbitre de catch qui le présente au catcheur Murder One qui va l'entraîner. Guffey fait ses débuts sur le ring en 1999 masqué  sous le nom de Mr XTC.

### Ring of Honor (2003–2007)
Lors de ROH Live In Osaka, lui et Genki Horiguchi perdent contre The Briscoe Brothers (Jay Briscoe et Mark Briscoe) et ne remportent pas les ROH World Tag Team Championship.

### Total Nonstop Action Wrestling (2007–2009)
Lors de Destination X (2008), lui et Genki Horiguchi perdent contre The Latin American Xchange dans un Three Way match qui comprenait également The Motor City Machine Guns (Alex Shelley et Chris Sabin) et ne deviennent pas Challengers pour les TNA World Tag Team Championship.
Le 11 février 2009, le contrat de Rave avec la TNA prend fin. Il effectue son dernier match à la promotion lors de l'Impact du 26 février, perdant avec Lance Rock contre Beer Money, Inc. (James Storm et Robert Roode) dans un Off the Wagon Challenge pour les TNA World Tag Team Championship.

### Retraite
Il annonce sa retraite forcée le 28 novembre 2020 à la suite d'une amputation du bras gauche liée à une infection.[source insuffisante]

## Palmarès
- Combat Zone Wrestling
  - 1 fois CZW Iron Man Champion

- Full Impact Pro
  - 1 fois FIP Tag Team Championship avec Eddie Vegas
  - FIP Tag Team Championship Tournament (2005)

- Great Championship Wrestling
  - 2 fois GCW Heavyweight Champion

- National Wrestling Alliance
  - 2 fois NWA World Junior Heavyweight Champion

- NWA Wildside
  - 2 fois NWA Wildside Junior Heavyweight Champion

- Rampage Pro Wrestling
  - 1 fois RPW Television Champion
  - 1 fois RPW Intercontinental Champion

- Ring of Honor
  - Trios Tournament (2006) avec Alex Shelley et Abyss

- Supreme Action Wrestling
  - 1 fois SAW International Champion